# Liste der Bodendenkmäler in Heideck
Auf dieser Seite sind die Bodendenkmäler in der mittelfränkischen Stadt Heideck zusammengestellt. Diese Tabelle ist eine Teilliste der Liste der Bodendenkmäler in Bayern. Grundlage ist die Bayerische Denkmalliste, die auf Basis des Bayerischen Denkmalschutzgesetzes vom 1. Oktober 1973 erstmals erstellt wurde und seither durch das Bayerische Landesamt für Denkmalpflege geführt wird. Die folgenden Angaben ersetzen nicht die rechtsverbindliche Auskunft der Denkmalschutzbehörde.

## Bodendenkmäler in Heideck
| Lage                    | Objekt | Akten-Nr.     | Bild            |
| ----------------------- | --- | ------------- | --------------- |
| Heideck (Standort)      | Mittelalterliche und frühneuzeitliche Befunde im Bereich der Kath. Pfarrkirche St. Johannes der Täufer in Heideck, Friedhof des Mittelalters und der Neuzeit. | D-5-6832-0010 |                 |
| Heideck (Standort)      | Siedlung der Steinzeiten. | D-5-6832-0011 |                 |
| Heideck (Standort)      | Siedlung der Metallzeiten. | D-5-6832-0013 |                 |
| Heideck (Standort)      | Siedlung vorgeschichtlicher Zeitstellung. | D-5-6832-0015 |                 |
| Heideck (Standort)      | Bestattungsplatz mit verebneten Grabhügeln, daraus Funde der Bronzezeit und der Hallstattzeit.                                                                | D-5-6832-0017 |                 |
| Heideck (Standort)      | Siedlung vorgeschichtlicher Zeitstellung. | D-5-6832-0018 |                 |
| Heideck (Standort)      | Siedlung vorgeschichtlicher Zeitstellung. | D-5-6832-0020 |                 |
| Heideck (Standort)      | Siedlung vorgeschichtlicher Zeitstellung. | D-5-6832-0021 |                 |
| Heideck (Standort)      | Siedlung der Steinzeiten. | D-5-6832-0022 |                 |
| Heideck (Standort)      | Siedlung vorgeschichtlicher Zeitstellung. | D-5-6832-0023 |                 |
| Heideck (Standort)      | Siedlung vorgeschichtlicher Zeitstellung. | D-5-6832-0024 |                 |
| Heideck (Standort)      | Siedlung vorgeschichtlicher Zeitstellung. | D-5-6832-0025 |                 |
| Heideck (Standort)      | Siedlung der Urnenfelderzeit. | D-5-6832-0026 |                 |
| Heideck (Standort)      | Vorgeschichtlicher Bestattungsplatz mit mindestens 7, teilweise verebneten, Grabhügeln.                                                                       | D-5-6832-0028 |                 |
| Altenheideck (Standort) | Mittelalterlicher Burgstall Schlößl. | D-5-6832-0029 | (D-5-6832-0029) |
| Heideck (Standort)      | Vorgeschichtlicher Bestattungsplatz mit Grabhügeln. | D-5-6832-0030 |                 |
| Heideck (Standort)      | Siedlung vorgeschichtlicher Zeitstellung. | D-5-6832-0031 |                 |
| Heideck (Standort)      | Freilandstation des Mesolithikums, Siedlung vorgeschichtlicher Zeitstellung.                                                                                  | D-5-6832-0033 |                 |
| Heideck (Standort)      | Freilandstation des Mesolithikums. | D-5-6832-0034 |                 |
| Heideck (Standort)      | Siedlung der Steinzeiten. | D-5-6832-0035 |                 |
| Heideck (Standort)      | Siedlung vorgeschichtlicher Zeitstellung. | D-5-6832-0036 |                 |
| Heideck (Standort)      | Siedlung der Steinzeiten. | D-5-6832-0037 |                 |
| Heideck (Standort)      | Siedlung vorgeschichtlicher Zeitstellung. | D-5-6832-0038 |                 |
| Heideck (Standort)      | Siedlung der Steinzeiten. | D-5-6832-0039 |                 |
| Heideck (Standort)      | Siedlung der Steinzeiten. | D-5-6832-0040 |                 |
| Heideck (Standort)      | Siedlung der Steinzeiten. | D-5-6832-0041 |                 |
| Heideck (Standort)      | Siedlung der Steinzeiten. | D-5-6832-0042 |                 |
| Heideck (Standort)      | Siedlung der Steinzeiten. | D-5-6832-0043 |                 |
| Heideck (Standort)      | Siedlung der Steinzeiten. | D-5-6832-0044 |                 |
| Heideck (Standort)      | Siedlung der Steinzeiten. | D-5-6832-0045 |                 |
| Heideck (Standort)      | Siedlung der Steinzeiten. | D-5-6832-0047 |                 |
| Heideck (Standort)      | Freilandstation des Mesolithikums, Siedlung des Neolithikums, Siedlung der Urnenfelderzeit.                                                                   | D-5-6832-0048 |                 |
| Heideck (Standort)      | Siedlung vorgeschichtlicher Zeitstellung. | D-5-6832-0050 |                 |
| Heideck (Standort)      | Siedlung der Steinzeiten. | D-5-6832-0051 |                 |
| Heideck (Standort)      | Siedlung vorgeschichtlicher Zeitstellung. | D-5-6832-0052 |                 |
| Heideck (Standort)      | Siedlung der Steinzeiten. | D-5-6832-0054 |                 |
| Heideck (Standort)      | Siedlung der Eisenzeit. | D-5-6832-0055 |                 |
| Heideck (Standort)      | Siedlung der Metallzeiten. | D-5-6832-0056 |                 |
| Heideck (Standort)      | Siedlung der Steinzeiten. | D-5-6832-0057 |                 |
| Heideck (Standort)      | Bestattungsplatz mit verebneten Grabhügeln. | D-5-6832-0059 |                 |
| Heideck (Standort)      | Freilandstation des Mesolithikums, Siedlung des Neolithikums.                                                                                                 | D-5-6832-0060 |                 |
| Heideck (Standort)      | Siedlung der Steinzeiten. | D-5-6832-0062 |                 |
| Heideck (Standort)      | Siedlung der Steinzeiten. | D-5-6832-0063 |                 |
| Heideck (Standort)      | Siedlung vorgeschichtlicher Zeitstellung. | D-5-6832-0065 |                 |
| Heideck (Standort)      | Siedlung vorgeschichtlicher Zeitstellung. | D-5-6832-0066 |                 |
| Heideck (Standort)      | Siedlung des Neolithikums, Siedlung der Urnenfelderzeit. | D-5-6832-0067 |                 |
| Heideck (Standort)      | Siedlung vorgeschichtlicher Zeitstellung. | D-5-6832-0068 |                 |
| Heideck (Standort)      | Siedlung vorgeschichtlicher Zeitstellung. | D-5-6832-0070 |                 |
| Heideck (Standort)      | Vorgeschichtliche Siedlungsfunde. | D-5-6832-0071 |                 |
| Heideck (Standort)      | Freilandstation des Mesolithikums. | D-5-6832-0072 |                 |
| Heideck (Standort)      | Siedlung vor- und frühgeschichtlicher Zeitstellung. | D-5-6832-0077 |                 |
| Heideck (Standort)      | Mittelalterliche und frühneuzeitliche Befunde im Bereich der Altstadt von Heideck.                                                                            | D-5-6832-0128 |                 |
| Heideck (Standort)      | Mittelalterliche Vorgängerbauten der bestehenden Frauenkirche in Heideck.                                                                                     | D-5-6832-0152 |                 |
| Heideck (Standort)      | Mittelalterlicher Burgstall. | D-5-6832-0153 |                 |
| Heideck (Standort)      | Mittelalterliche Stadtbefestigung von Heideck. | D-5-6832-0170 |                 |
| Heideck (Standort)      | Siedlung der Steinzeiten. | D-5-6833-0025 |                 |
| Heideck (Standort)      | Siedlung der Steinzeiten. | D-5-6833-0026 |                 |
| Heideck (Standort)      | Vorgeschichtlicher Bestattungsplatz mit fünf Grabhügeln. | D-5-6833-0134 |                 |
| Heideck (Standort)      | Vorgeschichtlicher Bestattungsplatz mit verebneten Grabhügeln, daraus Funde der Hallstattzeit und der Latènezeit.                                             | D-5-6833-0278 |                 |
| Heideck (Standort)      | Viereckschanze der späten Latènezeit. | D-5-6932-0002 |                 |
| Heideck (Standort)      | Vorgeschichtlicher Bestattungsplatz mit verebneten Grabhügeln.                                                                                                | D-5-6932-0003 |                 |
| Heideck (Standort)      | Abschnittsbefestigung vorgeschichtlicher Zeitstellung, Siedlung vorgeschichtlicher Zeitstellung.                                                              | D-5-6932-0004 |                 |
| Heideck (Standort)      | Siedlung der Steinzeiten. | D-5-6932-0006 |                 |
| Heideck (Standort)      | Siedlung vorgeschichtlicher Zeitstellung. | D-5-6932-0007 |                 |
| Heideck (Standort)      | Siedlung vorgeschichtlicher Zeitstellung. | D-5-6932-0008 |                 |
| Heideck (Standort)      | Siedlung der Steinzeiten. | D-5-6932-0009 |                 |
| Heideck (Standort)      | Siedlung vorgeschichtlicher Zeitstellung. | D-5-6932-0010 |                 |